# John Louis Nuelsen
John Louis Nuelsen, född 19 januari 1867, död 1946, var en schweizisk metodist.
Nuelsen var teologie och juris doktor i USA, blev predikant i metodist-episkopalkyrkan 1889 samt biskop 1908 från 1912 med uppsikt över verksamheten i Europa. Han var verksam inom de kyrkliga enhetssträvandena och utgav flera arbeten om metodismen.